# 610 v. Chr.
Portal Geschichte | Portal Biografien | Aktuelle Ereignisse | Jahreskalender | Tagesartikel

◄ |
8. Jahrhundert v. Chr. |
7. Jahrhundert v. Chr. |
6. Jahrhundert v. Chr. |
►

◄ | 630er v. Chr. | 620er v. Chr. | 610er v. Chr. | 600er v. Chr. |
590er v. Chr. |
►

◄◄ | ◄ | 613 v. Chr. | 612 v. Chr. | 611 v. Chr. | 610 v. Chr. |
609 v. Chr. |
608 v. Chr. |
607 v. Chr. |
► |
►►

## Ereignisse

### Politik und Weltgeschehen
- Psammetich I. stirbt. Sein Sohn Necho II. folgt ihm als Pharao von Ägypten.
- Die medisch-babylonische Streitmacht unter König Kyaxares II. erobert die assyrische Stadt Harran. Die Assyrer ziehen sich über den Euphrat zurück und erwarten Verstärkung von Pharao Necho II. aus Ägypten.

### Wissenschaft und Technik
- Sonnenfinsternis vom 30. September 610 v. Chr.
- 16. Regierungsjahr des babylonischen Königs Nabopolassar (610 bis 609 v. Chr.): Im babylonischen Kalender fällt der Jahresbeginn des 1. Nisannu auf den 1.–2. April[1]; der Vollmond im Nisannu auf den 13.–14. April[1] und der 1. Tašritu auf den 24.–25. September[1].[2]

### Kultur
- um 610 v. Chr.: Der Nessos-Maler aus Athen fertigt die Nessos-Amphora, ein Werk, das den ersten Höhepunkt im schwarzfigurigen Stil der attischen Vasenmalerei darstellt.

## Gestorben
- Psammetich I., Pharao von Ägypten